# Open Knowledge Foundation

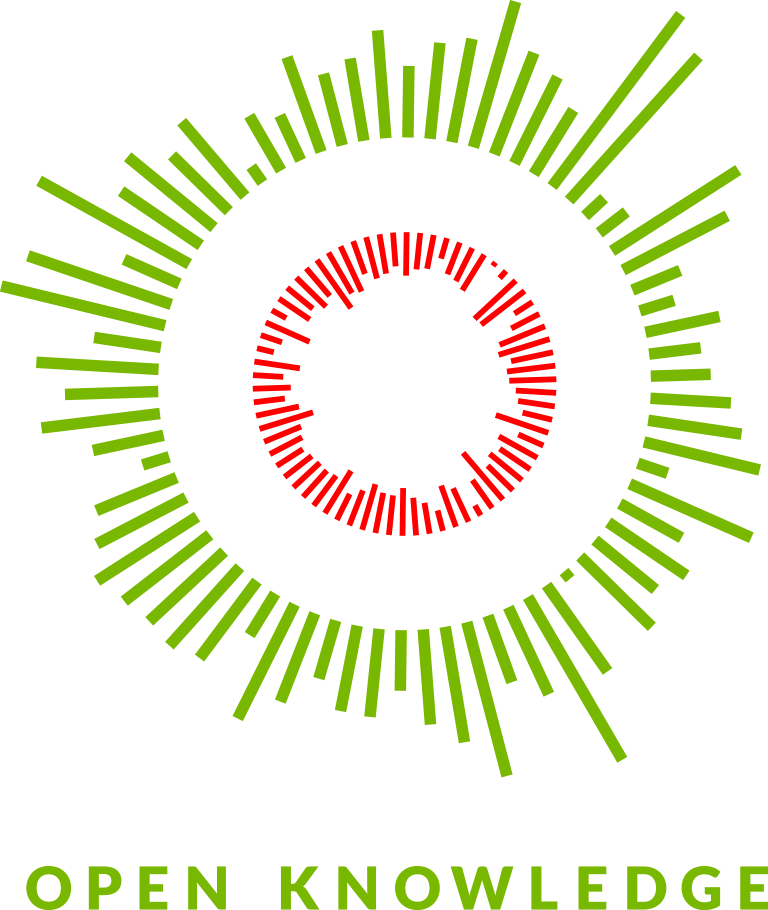
Logo

La Open Knowledge Foundation (OKF) (in italiano Fondazione per la conoscenza aperta) è una fondazione non profit con lo scopo di promuovere l'apertura dei contenuti e i dati aperti.
Fu fondata il 24 maggio 2004 a Cambridge (Regno Unito).
La fondazione ha pubblicato la definizione di Conoscenza aperta e partecipa a diversi progetti come il Comprehensive Knowledge Archive Network e supporta lo sviluppo della Open Database License (Licenza per basi di dati aperte).

## Progetti
Alcuni progetti sono elencati qui sotto:
- The Comprehensive Knowledge Archive Network
- Open Knowledge Definition
- Open Shakespeare
- Open Economics
- Open Text Book (Libri di testo aperti)
- Public Domain Works (Opere di Dominio Pubblico)
- Public Domain Calculators (Calcolatori di Dominio Pubblico)
- Open Knowledge Forums
- Information Accessibility Initiative
- Open Geodata
- Guide to open data licensing (Guida alle licenze di dati aperti)
- The annual Open Knowledge Conference (OKCon)
- Open Software Service Definition[2]